# Nati per la Musica
Nati per la Musica  è un progetto italiano per la diffusione della musica da 0 a 6 anni, promosso dalla Associazione Culturale Pediatri (ACP), in collaborazione con il Centro per la Salute del Bambino (CSB). Nel 2007 ha ottenuto il patrocinio del Ministero dei beni e delle attività culturali e del turismo.
È stato avviato nel 2005, sulla scia del progetto Nati per Leggere, anch'esso promosso dai pediatri dell'ACP e del CSB, in collaborazione con l'Associazione Italiana Biblioteche (AIB) e presentato ufficialmente al Congresso Nazionale ACP nel 2006 ad Asolo (TV) e al Convegno Nazionale SIEM 2007 a Modena. Così come Nati per Leggere, anche Nati per la Musica si inserisce nell'ambito del sostegno alla genitorialità, una delle quattro priorità dell'ACP.
È stato infatti considerato che anche la musica, come la lettura, dovrebbe essere una pratica quotidiana, coltivata fin dalla primissima infanzia, utile a favorire uno sviluppo equilibrato e armonico dell'individuo. L'evidenza scientifica di ciò, a seguito di studi nell'ambito delle neuroscienze che, con crescente frequenza nel corso degli ultimi decenni, hanno rilevato l'importanza della musica in relazione allo sviluppo neuronale, ha particolarmente convinto i pediatri della necessità di avviare questo progetto interamente dedicato alla musica.

## Obiettivi
Nati per la Musica, come dichiarato nella presentazione del progetto, che compare sul sito ufficiale, «si propone di sostenere – con il coinvolgimento di pediatri, genitori, ostetriche, personale che opera in consultori, asili e scuole – attività che mirino ad accostare precocemente il bambino al mondo dei suoni e alla musica. L'apporto dei pediatri è fondamentale al fine di sensibilizzare le famiglie di tutti i bambini sull'importanza della musica quale componente irrinunciabile per la crescita dell'individuo inteso nella sua globalità». Di recente anche i bibliotecari e le biblioteche si stanno rivelando ambasciatori efficaci del progetto, che viene proposto in questi ambiti, sovente abbinato a Nati per Leggere.
Viene sottolineata l'importanza degli "interventi precoci" ovvero quelli che, attuati nelle fasi di particolare sensibilità dello sviluppo del sistema nervoso centrale (primi 3 anni), possono avere effetti a lungo termine in più sfere:
- cognitiva (successo scolastico - professionale)
- emozionale (comportamento, resilienza)
- relazionale (rapporto con i genitori, il gruppo, la società)
- sanitaria (guadagno di salute)
- sociale (adattabilità sociale, riduzione abuso e trascuratezza)

Secondo R. Zatorre, uno dei massimi esperti a livello internazionale nell'ambito delle neuroscienze della musica: "ascoltare e produrre musica coinvolge un allettante mix di ogni funzione cognitiva umana".
È significativo che si ponga l'attenzione sul momento della nascita ("da zero a sei anni"), ma in realtà le azioni del progetto si spingono in età precedente alla nascita e partono dal terzo trimestre di gravidanza, periodo in cui il bambino inizia a percepire suoni e rumori. Per tale motivo le future mamme possono essere sensibilizzate a queste tematiche dagli operatori dei consultori già durante i corsi pre-parto. Viene poi auspicato che la pratica della musica continui ovviamente anche dopo il sesto anno di vita, tuttavia è proprio quello dell'infanzia il momento migliore per fissare le basi sintattiche e linguistiche della musica e del pensiero musicale, basi che permetteranno ai bambini di diventare ascoltatori consapevoli e sensibili e di poter praticare, se lo desiderano, in vario modo la musica, a livello amatoriale o professionale.
Come per il progetto Nati per Leggere, anche per Nati per la Musica i pediatri sottolineano l'importanza della pratica musicale in un ambito affettivamente ricco e partecipato, per il bambino, al fine di favorire l'instaurarsi di una positiva relazione in famiglia. L'atto del cantare assieme, del muoversi liberamente all'ascolto della musica, del ballare, oltre al senso di unione e di fusione delle voci delle persone che partecipano, concorre infatti a stabilire un legame più intenso e continuo e a modulare la comunicazione genitore-figlio su più canali, sensoriali e linguistici.

## Azioni positive
Nati per la Musica si sviluppa attraverso il coinvolgimento dei pediatri, degli operatori dei servizi delle aziende sanitarie locali e dei consultori familiari, dei sistemi bibliotecari e delle singole biblioteche, delle istituzioni educative per l'infanzia e degli operatori musicali, accreditati singolarmente per l'efficacia del loro operato di diffusione del Progetto o operativi all'interno di associazioni e istituzioni musicali accreditate dal Coordinamento del progetto.
Le azioni concrete consistono nella sensibilizzazione dei genitori, degli insegnanti, dei bibliotecari, dei pediatri stessi e di altri operatori per l'infanzia, oltre che delle istituzioni, al fine di creare una rete in sinergia per l'informazione e l'organizzazione di attività.
Per quanto riguarda i materiali a disposizione, oltre al materiale informativo disponibile sul sito Nati per la Musica, si può far riferimento a una letteratura specifica sull'argomento, pubblicata principalmente sui Quaderni ACP e i cui riferimenti sono disponibili alla voce "Pubblicazioni" del sito ufficiale. Il Coordinamento del progetto ha stilato una bibliografia (sempre in via di aggiornamento) di libri o libri e CD, adatti alle varie fasce d'età; inoltre a partire dal 2013, così come è già prassi per Nati per Leggere, su alcuni materiali compare il logo "Nati per la Musica" quale riconoscimento di qualità e validità del prodotto. Le azioni in cui si esplica il progetto Nati per la Musica sono principalmente: corsi per bambini della fascia 0-6 anni; pubblicazioni scientifiche o divulgative; incontri informativi, trasmissioni radiofoniche e televisive, conferenze, convegni; concerti per bambini.
Come accade per Nati per Leggere, per il sostentamento delle attività, il progetto effettua una selezione dei possibili finanziatori, escludendo tutti quei soggetti commerciali portatori di interessi o di potenziali condizionamenti come, in particolare, le aziende del settore farmaceutico e dell'alimentazione infantile.
Nei numeri della rivista "Medico e Bambino" di novembre e dicembre 2013, si è dato ampio ampio spazio ad una serie di contributi che mettono in luce l'utilità della musica e dell'ambiente musicale per lo sviluppo del bambino.